# Félix Welkenhuysen
Félix Welkenhuysen (Sint-Gillis, 12 december 1908 - 20 april 1980) was een Belgisch voetballer.

## Biografie
Welkenhuysen speelde tussen 1926 en 1943 voor Union Saint-Gilloise als verdediger. Hij maakte deel uit van Union 60, de ploeg die tussen 9 januari 1933 en 10 februari 1935 60 wedstrijden op rij ongeslagen bleef in eerste klasse. Hij behaalde met Union drie landstitels op rij (1933, 1934 en 1935).
Welkenhuysen maakte in 1934 z'n debuut voor de Rode Duivels. Hij werd geselecteerd voor het WK 1934, waar hij tegen Duitsland mocht spelen. Welkenhuysen speelde vier interlands voor België.